# Nächste Ausfahrt Glück – Song für die Freiheit
Nächste Ausfahrt Glück – Song für die Freiheit ist ein deutscher Fernsehfilm aus dem Jahr 2022. Die Erstausstrahlung erfolgte am 20. März 2022 im ZDF, nachdem er bereits seit Anfang März 2022 in der ZDF Mediathek verfügbar war. Der Film ist die vierte Folge der im Rahmen der ZDF-Herzkino-Reihe ausgestrahlten Filmreihe Nächste Ausfahrt Glück.

## Handlung
1989 hatte Katharina ihrer Jugendliebe das systemkritische Lied Song für die Freiheit geschrieben. Deshalb wurde das Paar vom Ministerium für Staatssicherheit vorgeladen, was beider Entschluss festigte, die DDR über die Prager Botschaft zu verlassen. Da nur wenige den Song kannten, lag es nahe, dass einer ihrer Freunde Katharina und Juri bei den Behörden angezeigt hatte.
Jahre später bekommt Katharina eine alte Stasi-Akte zugespielt, in der ein IM "Gänseblümchen" erwähnt wird – kurz nachdem Juris Vater Willi Katharinas beste Freundin und Kollegin Sybille "Gänseblümchen" nannte. Katharina stellt ihre Freundinnen Yvonne und Sybille, welche inzwischen mit Juri in einer Beziehung ist, zur Rede und gibt beiden Gelegenheit, ihr die Wahrheit zu offenbaren. Beide Freundinnen reagieren mit Unverständnis und Entrüstung auf Katharinas Ultimatum.
Juri hat weiterhin Probleme mit seinem demenzkranken Vater, der diesmal von zuhause fortläuft und sich im Thüringer Wald verirrt. Juri und Katharina begeben sich auf die Suche nach ihm und verbringen eine Liebesnacht im Wald miteinander, bevor sie Willi am nächsten Morgen verletzt in einer Felsspalte auffinden. Der einst regimetreue Willi ist es auch, der Sybilles Stasi-Vergangenheit kennt. 
Beim gemeinsamen Tanzkurs ist es schließlich Yvonnes Mann Christian, der Sybille dazu bringt, ihren damaligen Verrat zuzugeben. Sybille war damals die einzige, die wusste, dass Katharina und nicht Juri das Lied geschrieben hatte. Juri und Katharina verzeihen Sybille.
Am Ende des Films fährt Katharina zu Juri und gesteht ihm ihre Liebe.

## Hintergrund
Der dritte und vierte Teil der Filmreihe wurden gemeinsam im Herbst 2021 im thüringischen Eisenach und Umgebung, unter anderem der Drachenschlucht, gedreht sowie in Berlin und Brandenburg.

## Rezeption

### Kritiken
TV Spielfilm befand, dass hier "deutsch-deutsche Historie simpel verbastelt" wird.
Rainer Tittelbach lobte bei tittelbach.tv hingegen "Nächste Ausfahrt Glück setzt mit den beiden neuen Episoden das fort, was im letzten Jahr so vielversprechend und erfolgreich begonnen wurde: Familie, Freundschaft, Liebe, ein bisschen Wendepolitik und Vergangenheitsbewältigung; dabei zwar die titelgebende Suche nach dem Glück im Blick, doch durch die Nähe zum Alltag wird dieser Mythos romantischer Kitschromane und küchenpsychologischer Ratgeber nie penetrant in den Vordergrund gespielt."

### Einschaltquoten
Die Erstausstrahlung des Films am 20. März 2022 im ZDF erreichte 4,28 Millionen Zuschauer, was 13,2 Prozent Marktanteil bescherte und den bis dahin mit Abstand schwächsten Wert der Reihe darstellt.